# تشدید سریع

حلقه ماهواره ای مادون قرمز از توفند هینامنور در اوت ۲۰۲۲, در زمان ورود به پدیدهٔ تشدید سریع

تشدید سریع (انگلیسی: Rapid intensification) در هواشناسی، به وضعیتی گفته می‌شود که در آن یک طوفان استوایی در مدت زمان کوتاهی به‌طور چشمگیری تشدید می‌شود. مرکز ملی طوفان ایالات متحده تشدید سریع را به عنوان افزایش حداکثر بادهای پایدار یک طوفان استوایی با حداقل سرعت ۳۰ گره (۳۵ مایل در ساعت؛ ۵۵ کیلومتر در ساعت) در یک دورهٔ ۲۴ ساعته تعریف می‌کند.[۱]

## شرایط لازم

### خارجی
برای اینکه تشدید سریع اتفاق بیفتد، چندین شرط باید وجود داشته باشد. دمای آب باید بسیار گرم باشد (نزدیک یا بالاتر از ۳۰ درجه سانتیگراد، ۸۶ درجه فارنهایت)، و آب با این درجه حرارت باید به اندازهٔ کافی عمیق باشد که امواج آب‌های خنک تر را به سطح زمین نرسانند. برش باد باید کم باشد. هنگامی که برش باد زیاد باشد، همرفت و گردش در سیکلون مختل می‌شود. کم باشد. هوای خشک همچنین می‌تواند تقویت طوفان‌های استوایی را محدود کند.

### درونی؛ داخلی
معمولاً برای ایجاد فشارهای سطحی بسیار کم، یک پاد سیکلون در لایه‌های بالایی تروپوسفر بالای طوفان نیز باید وجود داشته باشد.